# Cristo Redentor (Guillermo Silveira)
La imagen conocida como Cristo Redentor o Cristo bendiciendo es un boceto del pintor y escultor español Guillermo Silveira (1922-1987) conservado desde los años 1980 en el Museo de Bellas Artes de Badajoz (MUBA). Está realizado a base de aglomerado de polvo de mármol y sus dimensiones son de 105 x 100 x 36 cm.
Según el propio autor se trataría de uno de los dos estudios realizados «para el Cristo Redentor del monumento [diocesano] en el Cerro Gordo de Badajoz a los Sagrados Corazones de Jesús y María», de quince metros de altura, que no llegó a efectuarse.
Junto con otros dos Cristos de Pedro Torre Isunza y Saturnino Domínguez Nieto se expuso por primera vez del 21 de marzo al 25 de abril de 2013.

## Historia y análisis de la obra
Respecto a los distintos escenarios por los que ha pasado la figura desde su creación hasta la fecha, se tiene constancia de que fue ejecutada en una marmolería de la capital en la que permaneció hasta la puesta en marcha de sus nuevas instalaciones en la década de los ochenta fuera de la vista del público visitante. En aquellos momentos el entonces conserje del museo provincial Francisco Morán Cruz la donó a la institución, siendo restaurada por el escultor barcarroteño Luis Martínez Giraldo (1949), antiguo alumno de Silveira durante sus años como profesor titular de Modelado y Vaciado de la Escuela de Artes y Oficios Artísticos Adelardo Covarsí de Badajoz y de la que llegó a ser director.
Artísticamente la profesora Rodríguez Prieto, tras recordar que se trata de una obra modelada dos años después de la emblemática Virgen de los Ángeles de Puerta de Palmas, la describe en estos términos:

La pieza nos desvela los aspectos expresionistas, tanto en el rostro como en la articulación de las formas corporales, así como la estructura sintética que el artista quiso proporcionar a esta obra destinada a un espacio público y que son propios de su habitual ejecución figurativa. Como elemento característico de las esculturas de la época, existe una intención diferenciadora de texturas entre el torso del Cristo, desnudo y liso, en contraposición a los ropajes rugosos conseguidos arañando el material.

## Obras relacionadas
Junto a la pieza citada se conocen dos pequeñas obras de iconografía cristológica realizadas asimismo a comienzos de la década de los sesenta en las que se aprecian una falta total de elementos de carácter sobrenatural, así como un fuerte expresionismo muy propio de esta fase inicial del artista que enfatizan el dramatismo de las mismas:
- Sin título (cabeza de Cristo Nazareno), firmada «Silveira» en el ángulo inferior derecho, principios de los años 1960. Óleo con espátula sobre madera, 34 x 38 cm. Podría tratarse del estudio al óleo titulado Cabeza de Jesús presentado en la Real Sociedad Económica Extremeña de Amigos del País de Badajoz del 17 al 25 de diciembre de 1963  y la sala de exposiciones de la Sociedad de Instrucción y Recreo Liceo de Mérida del 9 al 13 de febrero del año siguiente (n.º 4 del catálogo).[11] Col. particular, Talavera la Real, Badajoz.
- Súplica (boceto para escultura), firmada y fechada «Silveira / 1961 / Enero» en el centro. Inscripciones en la parte derecha «El Hombre caido - Suplica - CAbezas y bustos». «Relieves con las escenas mas tristes / de Cristo y paisajes de fondo con / personas en masa. Lineas y masas / ARMONICAS». Bolígrafo y lápiz de grafito sobre papel reciclado, 21,5 x 15,5 cm. Col. particular, Badajoz.

### Otras (sin fecha definida)
- Réquiem, años 1970. Técnica mixta sobre papel. Col. particular, Badajoz.[12]

- Sin título (inacabada). 30 x 28 cm.
- Sin título. 27 x 17 cm.

### Hemerografía
- Calderón, Joaquín (11 ago. 1962). «Exposición Silveira García-Galán». Odiel. Desde Punta Umbría (Huelva): 11.
- Méndez Hernán, Vicente (sep.-dic. 2018). «El Museo de Bellas Artes de Badajoz a través de sus directores: Desde Adelardo Covarsí hasta Román Hernández Nieves (1919-2014)». Revista de Estudios Extremeños (Badajoz: Servicios Culturales de la Excma. Diputación Provincial). LXXIV (III): 1947-1997. ISSN 0210-2854.
- REDACCIÓN (22 mar. 2013). «El Bellas Artes exhibe tres esculturas de Cristo hasta el próximo 25 de abril». La Crónica de Badajoz: 5.
- Villamor, Manuel (31 ago. 1962). «Silveira, pintor de tristeza y hondura». Hoy (Badajoz): 7, 9.